# Löwen-Apotheke (Magdeburg-Altstadt)

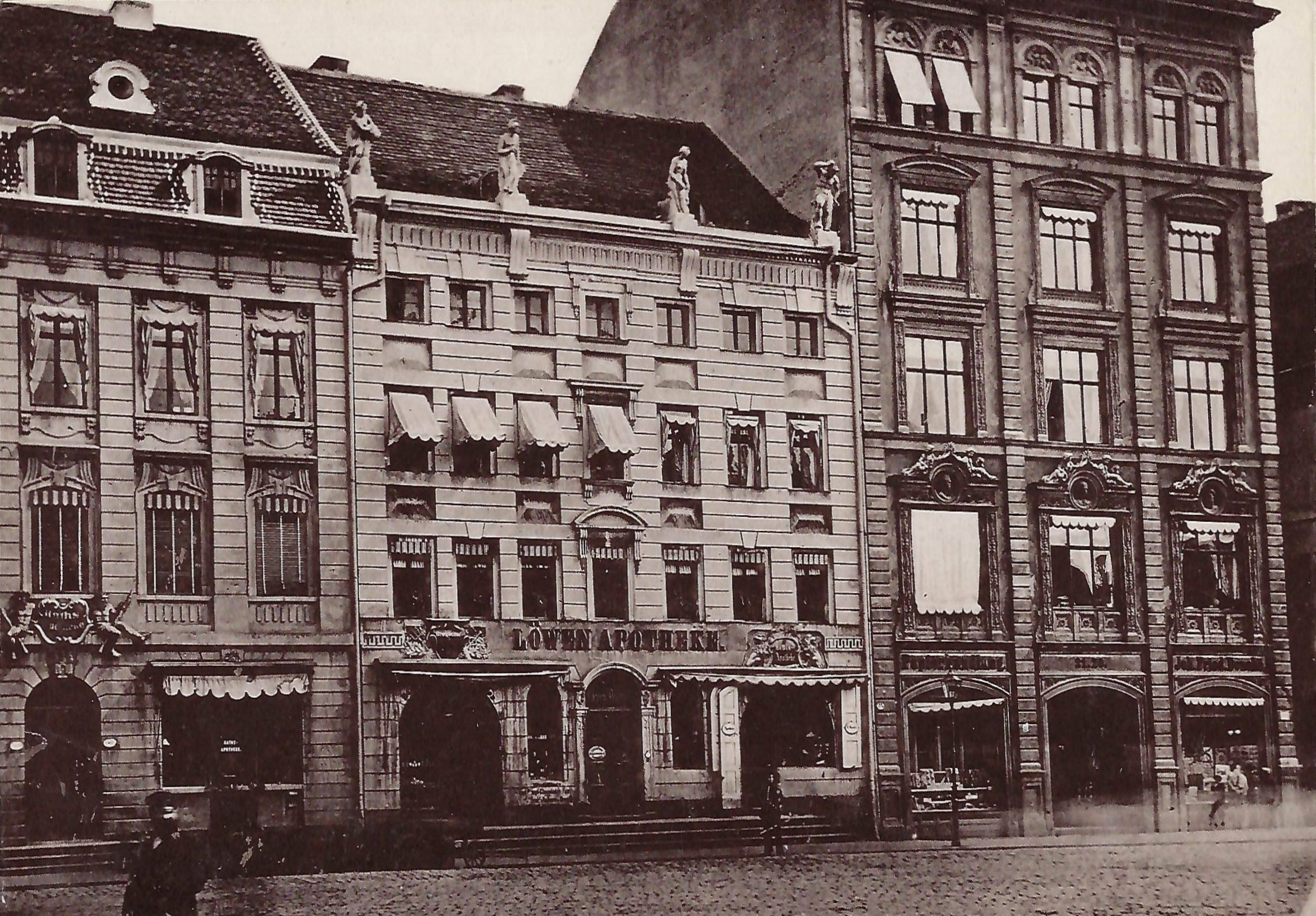
Löwenapotheke, 1873

Die Löwen-Apotheke war eine historische Apotheke in Magdeburg im heutigen Sachsen-Anhalt. Sie ist nicht zu verwechseln mit der noch bestehenden Löwen-Apotheke in Magdeburg-Neue Neustadt.

## Lage
Das Gebäude der Apotheke befand sich in der Magdeburger Altstadt auf der Nordseite des Alten Markts an der ehemaligen Adresse Alter Markt 22. Heute befindet sich in diesem Bereich etwa das Gebäude Alter Markt 9 mit der Bötelstube. Westlich grenzte die Rats-Apotheke (Alter Markt 23) an.

## Geschichte und Architektur

### Brauhaus Zum braunen Schilde
An der Stelle der Apotheke befand sich ursprünglich das Brauhaus Zum braunen Schilde. Als Hinterhaus gehörte das Gebäude Katzensprung 4 zum Grundstück.
In den Jahren 1631 und 1645 wurde die Witwe von Christian Straube als Eigentümerin geführt. 1648 und 1669 war Emanuel Plettner, auch Blötner, verzeichnet. Er bebaute das Grundstück im Jahr 1652. Verheiratet war er mit Anna Plettner, geborene Menne. Im Gebäude befand sich ein Tuchladen. Das zum Laden gehörende Gewandschnittrecht stand 1645 und 1671 Gottfried Menne, später Dietrich Nolte zu, der es 1683 an Christian Lorenz Rosch veräußerte. Nach Plettners Tod war das Haus zunächst einige Zeit unbewohnt. Plettners Erben, darunter auch Frau Menne, verkauften das Anwesen im Jahr 1674 für 2000 Taler an den Seidenkramer Johann Schrader. Schrader war zumindest bis 1694 Eigentümer.
Für das Anwesen bestand auch das Braurecht. Bis 1675 ruhte es auf dem Haus Markt 22 und wurde dann auf das Hinterhaus Katzensprung 4 übertragen. 1699 wurde das Anwesen von Schraders Erben für 1800 Taler an den Kaufmann Christian Wilhelm Naumann verkauft, wobei der Kaufvertrag erst 1709 ausgestellt wurde. Naumann hatte die Witwe Schraders geheiratet.
Naumann blieb bis 1750 Eigentümer, dann ging es an seine Witwe. Von 1750 bis 1772 gehörte es Johann Heinrich Naumann, danach bis 1792 seinen Erben.

#### Hinterhaus Katzensprung 4
1631 gehörte es Christoph Duve. In der Zeit vor 1651 wurde das Grundstück zum Anwesen Alter Markt 22 hinzugekauft und seit dem wie dieses als brauner Schild bezeichnet. 1651 gehörte es dann Emanuel Blötner. Bis 1736 blieben die Grundstücke vereint, dann wurde das Hinterhaus, auf dem seit 1675 das Braurecht des Brauhauses Alter Markt 22 lag, vom Eigentümer Burchard verkauft. Neuer Eigentümer wurde für 1750 Taler Lic. Johann Gottfried Kast.

### Löwenapotheke
Die Apotheke ging auf die Einhorn-Apotheke zurück, für die Friedrich II. am 5. April 1764 dem Apotheker Johann Philipp Becker ein Privileg erteilt hatte. Becker eröffnete die Einhornapotheke 1765 an der Adresse Breiter Weg 129. Die anderen vier Apotheken der Altstadt wandten sich unter wirtschaftlichen Gesichtspunkten gegen die Neugründung. Becker beschäftigte bis zu 18 Personen und betrieb auch einen überregionalen Arzneimittelhandel, mit dem er auch die Berliner Hofapotheke und Apotheken in Brandenburg, Danzig, Frankfurt am Main, Hamburg, Königsberg, Lübeck, Potsdam sowie im Braunschweigischen und Hannoverschen Gebiet belieferte. Er beschäftigte eine Frau eigens zum Kräutersammeln und organisierte auch das Sammeln von Holunderbeeren in Dörfern um Magdeburg, die dann unter Aufsicht seiner Frau ausgedrückt und eingekocht wurden. Er stellte ätherische Öle, Extrakte und Drogen her und war wissenschaftlich aktiv. Die Apotheke wurde als schön und auf besondere Weise angelegt beschrieben und besaß auch ein geräumiges Laboratorium. Hofrat Jäschke sorgte wegen des guten Eindrucks dafür, dass die Einhorn-Apotheke von den regelmäßigen Visitationskosten freigestellt wurde.
Ab 1770 sind, ähnlich wie für andere Apotheken, Mahnungen des Magistrats an die Einhorn-Apotheke wegen finanzieller Forderungen belegt. Becker ging jedoch 1784 Konkurs. Sein Neffe Johann Christian Naumann erwarb das Privileg, richtete die Apotheke jedoch im Haus Alter Markt 22 ein, wo sie über lange Zeiträume betrieben wurde. Sie wurde zunächst weiter als Einhorn-Apotheke, und wohl ab 1809 als Löwenapotheke betrieben. Das Gebäude gehörte dann von 1791 bis 1801 Naumanns Schwiegersohn, dem Kaufmann Georg Heinrich Schauer. Die Apotheke wurde nach dem Tode Naumanns im Jahr 1797 vom Administrator Adolph Friedrich Völcker für die Erben geführt. 1798 bestand das Personal der Einhorn-Apotheke neben dem Apotheker aus zwei Gehilfen und einem Lehrling. Es folgten von 1801 bis 1822 der Kaufmann Christoph Leopold Kersten und der Apotheker Friedrich Wilhelm Heuckenkamp. Heuckenkamp war wohl bereits ab 1799 Verwalter der Apotheke. Bis 1809 hatte die Apotheke einen jährlichen Kanon in Höhe von 20 Talern an die Stadtkämmerei zu zahlen. Spätere Inhaber der Apotheke waren Tuckermann von 1822 bis 1832 und Theodor Albert Käsemacher von 1832 bis 1847. Das Personal umfasste 1833/34 neben dem Apotheker drei Gehilfen, zwei Lehrlinge und zwei Arbeitsleute. 1836/1837 wurden zwei Gehilfen, zwei Lehrlinge und ein Arbeitsmann angegeben. Die Bruttoeinnahmen beliefen sich 1841 auf 7666, 1842 auf 8505 und 1843 auf 7990 Reichsmark.
Nächste Eigentümer waren Dr. Alexander Jesnitzer von 1847 bis 1873 und Dr. Otto Krause von 1873 bis 1898. Krause entwickelte die Apotheke zu einem pharmazeutischen Unternehmen und führte sie als Drogen-, Chemikalien- und Spezialitätengroßhandlung. Ihm folgte bis 1900 seine Witwe nach. Sie übergab 1901 an Haß und Stiewe, bis Ernst Stiewe ab 1906 alleine übernahm. Er führte die Apotheke bis 1924. Seine Tochter war Dr. Sauerbrey, die die Apotheke bis 1925 fortführte. Ihr gehörte nach 1925 das Gebäude, die Apotheke wurde jedoch seit dem von Paul Bütow, genannt Pietsch, geführt. im Jahr 1927 wurde eine Zweigniederlassung in Nordhausen eröffnet. 1938 beschäftigte die Löwenapotheke zwei Hilfskräfte, bei einer Revision erhielt sie das Prädikat gut. Vom 1. April 1939 bis 31. März 1941 war die Löwenapotheke zugelassene Lehrapotheke für Apothekerpraktikanten.

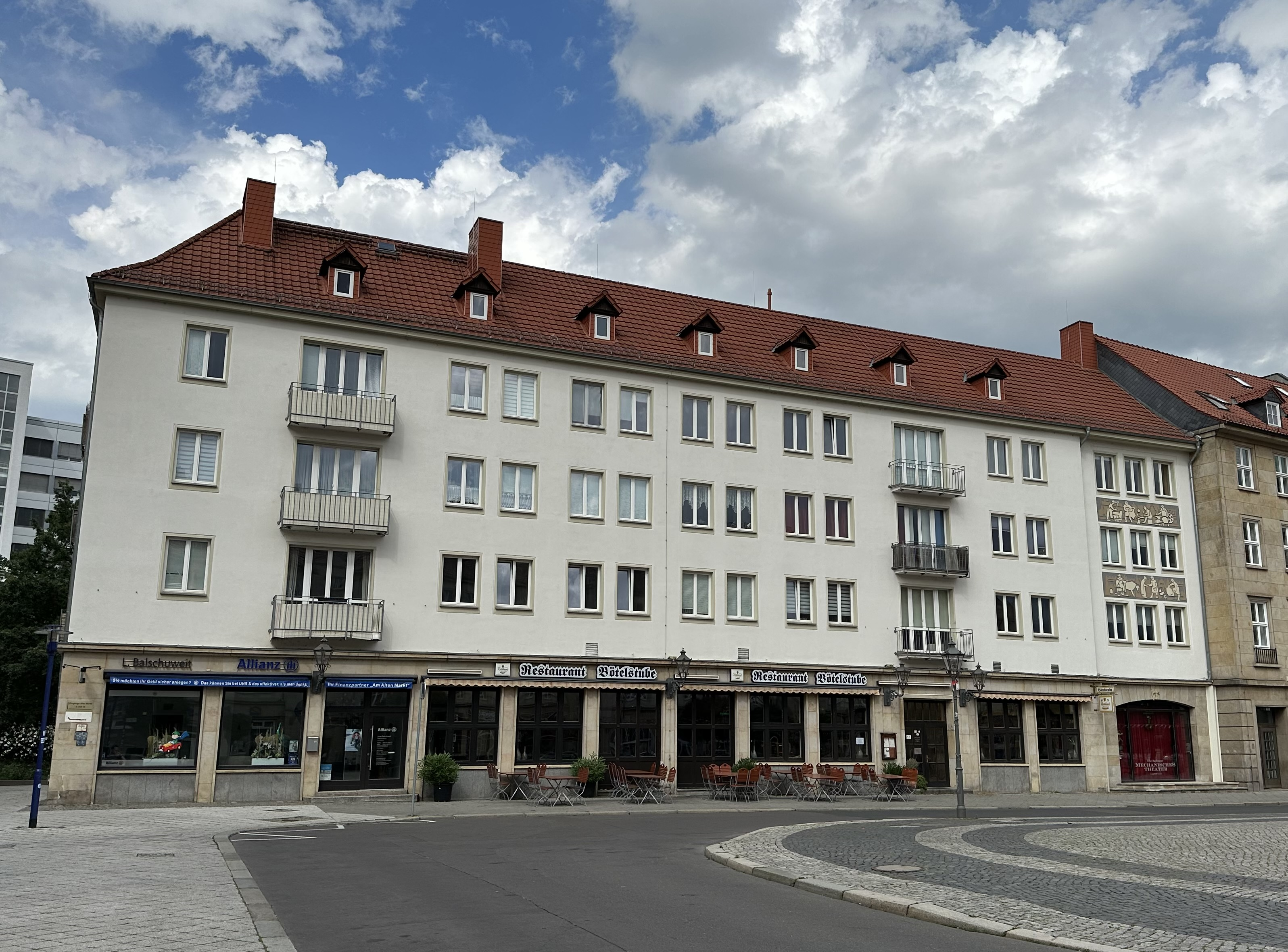
Heutiges Gebäude am ursprünglichen Standort der Löwen-Apotheke

Im Zweiten Weltkrieg wurde das Gebäude 1945 zerstört. Die Apotheke wurde daraufhin nach Güsten verlegt.
Bei den Entrümmerungsarbeiten wurde auf dem Hof des Grundstücks ein aus dem 13. Jahrhundert stammender Brunnen gefunden. Er war zehn Meter tief und hatte einen Durchmesser von 3,50 Metern. Er war in der Folge der Zerstörung Magdeburgs 1631 zum Teil mit Schutt verfüllt worden und wurde dann als Abfall- und Fäkaliengrube genutzt. Wohl in der Mitte des 18. Jahrhunderts endete auch diese Nutzung. Bei archäologischen Untersuchungen wurde eine Vielzahl unterschiedlicher Keramik.
An der Stelle des Gebäudes Alter Markt 22 wurde später in moderner Form mit verändertem Zuschnitt und Nummerierung ein Neubau errichtet.